# Giro del Lussemburgo 1969
Il Giro del Lussemburgo 1969, trentatreesima edizione della corsa, si svolse dal 13 al 16 giugno su un percorso di 806 km ripartiti in 4 tappe (la prima e la quarta suddivise in due semitappe), con partenza e arrivo a Lussemburgo. Fu vinto dall'italiano Davide Boifava della Molteni davanti agli olandesi Rini Wagtmans e Arie den Hartog.

## Tappe
| Tappa  | Data      | Percorso                                      | km   | Vincitore di tappa | Leader cl. generale |
| ------ | --------- | --------------------------------------------- | ---- | ------------------ | ------------------- |
| 1ª-1ª  | 13 giugno | Lussemburgo > Bettembourg                     | 159  | Evert Dolman       |                     |
| 1ª-2ª  | 13 giugno | Bettembourg > Bettembourg (cron. a squadre)   | 32,2 | Willem II-Gazelle  |                     |
| 2ª     | 14 giugno | Bettembourg > Esch-sur-Alzette                | 210  | René Pijnen        |                     |
| 3ª     | 15 giugno | Esch-sur-Alzette > Diekirch                   | 235  | Arturo Pecchielan  |                     |
| 4ª-1ª  | 16 giugno | Diekirch > Lussemburgo                        | 148  | René Pijnen        |                     |
| 4ª-2ª  | 16 giugno | Lussemburgo > Lussemburgo (cron. individuale) | 22   | Joaquim Agostinho  | Davide Boifava      |
| Totale | Totale    | Totale                                        | 806  |                    |                     |

## Dettagli delle tappe

### 1ª tappa - 1ª semitappa
- 13 giugno: Lussemburgo > Bettembourg – 159 km

| Pos. | Corridore           | Squadra   | Tempo    |
| ---- | ------------------- | --------- | -------- |
| 1    | Evert Dolman        | Willem II | 3h55'30" |
| 2    | Cees Zoontjens      | Caballero | s.t.     |
| 3    | Jules Van Der Flaas | Willem II | s.t.     |

| Pos. | Corridore | Squadra | Tempo |
| ---- | --------- | ------- | ----- |

### 1ª tappa - 2ª semitappa
- 13 giugno: Bettembourg > Bettembourg (cron. individuale) – 32,2 km

| Pos. | Squadra                   | Tempo |
| ---- | ------------------------- | ----- |
| 1    | Willem II-Gazelle         |       |
| 2    | Flandria-De Clercq-Kruger |       |
| 3    | Molteni                   |       |

| Pos. | Corridore | Squadra | Tempo |
| ---- | --------- | ------- | ----- |

### 2ª tappa
- 14 giugno: Bettembourg > Esch-sur-Alzette – 210 km

| Pos. | Corridore          | Squadra   | Tempo    |
| ---- | ------------------ | --------- | -------- |
| 1    | René Pijnen        | Willem II | 5h45'47" |
| 2    | Jean-Marie Leblanc | Bic       | s.t.     |
| 3    | Gerard Vianen      | Caballero | a 3'36"  |

| Pos. | Corridore | Squadra | Tempo |
| ---- | --------- | ------- | ----- |

### 3ª tappa
- 15 giugno: Esch-sur-Alzette > Diekirch – 235 km

| Pos. | Corridore         | Squadra  | Tempo    |
| ---- | ----------------- | -------- | -------- |
| 1    | Arturo Pecchielan | Molteni  | 6h37'21" |
| 2    | Joaquim Agostinho | Frimatic | s.t.     |
| 3    | Davide Boifava    | Molteni  | a 3'06"  |

| Pos. | Corridore | Squadra | Tempo |
| ---- | --------- | ------- | ----- |

### 4ª tappa - 1ª semitappa
- 16 giugno: Diekirch > Lussemburgo – 148 km

| Pos. | Corridore        | Squadra   | Tempo    |
| ---- | ---------------- | --------- | -------- |
| 1    | René Pijnen      | Willem II | 3h35'54" |
| 2    | Noël Vanclooster | Flandria  | s.t.     |
| 3    | Eric Leman       | Flandria  | a 11"    |

| Pos. | Corridore | Squadra | Tempo |
| ---- | --------- | ------- | ----- |

### 4ª tappa - 2ª semitappa
- 16 giugno: Lussemburgo > Lussemburgo (cron. individuale) – 22 km

| Pos. | Corridore         | Squadra   | Tempo  |
| ---- | ----------------- | --------- | ------ |
| 1    | Joaquim Agostinho | Frimatic  | 30'12" |
| 2    | Peter Post        | Willem II | a 22"  |
| 3    | René Pijnen       | Willem II | a 52"  |

| Pos. | Corridore       | Squadra   | Tempo     |
| ---- | --------------- | --------- | --------- |
| 1    | Davide Boifava  | Molteni   | 20h36'30" |
| 2    | Rini Wagtmans   | Willem II | a 3"      |
| 3    | Arie den Hartog | Caballero | a 1'51"   |

## Classifiche finali

### Classifica generale
| Pos. | Corridore             | Squadra                   | Tempo     |
| ---- | --------------------- | ------------------------- | --------- |
| 1    | Davide Boifava        | Molteni                   | 20h36'30" |
| 2    | Rini Wagtmans         | Willem II-Gazelle         | a 3"      |
| 3    | Arie den Hartog       | Caballero                 | a 1'51"   |
| 4    | Roger Gilson          | Sonolor-Lejeune           | a 4'14"   |
| 5    | Peter Post            | Willem II-Gazelle         | a 5'15"   |
| 6    | Roger De Vlaeminck    | Flandria-De Clercq-Kruger | a 5'32"   |
| 7    | Pol Mahieu            | Flandria-De Clercq-Kruger | a 6'51"   |
| 8    | Johny Schleck         | Bic                       | a 7'46"   |
| 9    | Georges Vanconingsloo | Peugeot-BP-Michelin       | a 8'59"   |
| 10   | Noël Vanclooster      | Flandria-De Clercq-Kruger | a 9'02"   |